# Шпенов, Дмитрий Юрьевич
Шпенов Дмитрий Юрьевич (укр. Шпе́нов Дмитро́ Ю́рійович; род. 20 декабря 1978, Харьков) — украинский политик, народный депутат Украины VI, VII, VIII, IX созывов (2007—2023), Заслуженный юрист Украины (2010).

## Биография
Родился 20 декабря 1978 года в Харькове.
В 2006—2007 годах — депутат Криворожского городского совета.

### Политическая деятельность
В 2007—2012 годах — народный депутат Украины шестого созыва (избран по спискам Партии регионов под № 142). Глава подкомитета Верховной рады по вопросам судоустройства и статуса судей комитета Верховной рады по вопросам верховенства права и правосудия.
В 2012 году был избран в Верховную раду Украины седьмого созыва по одномандатному избирательному округу № 37 (Днепропетровская область), набрав 52,6% голосов.
На досрочных парламентских выборах 2014 года повторно избран как самовыдвиженец по одномандатному избирательному округу № 37 (Днепропетровская область), набрав 39,2% голосов. Вошёл во фракцию Оппозиционного блока.
В VI созыве работал в Комитете Верховной рады Украины по вопросам правосудия, возглавлял подкомитет по вопросам судоустройства и статуса судей.
В VII созыве был избран Заместителем главы Комитета Верховной рады по вопросам верховенства права и правосудия.
С момента избрания в состав Комитета активно работал над вопросами усовершенствования статуса судей и судоустройства, в частности, над разработкой и доработкой Закона Украины «О судоустройстве и статусе судей» от 07.07.2010 г., законопроектами, которые регулируют вопросы деятельности третейских судов, обжалования и выполнения третейских решений.
Был автором Закона Украины «О всеукраинском референдуме», направленного на обеспечение реализации народовластия в соответствии с Конституцией Украины и выполнение решений, принятых на референдуме.
Выступал соавтором и принимал участие в работе над законопроектами, связанными не только с судебной системой Украины, но и экономическими, налоговыми вопросами, которые беспокоят предпринимателей, вопросами перераспределения средств экологических фондов в пользу местных бюджетов и многими другими.
Был представителем народных депутатов Украины в Конституционном суде в деле по конституционному представлению 252 народных депутатов Украины относительно соответствия Конституции Украины Закона Украины «О внесении изменений в Конституцию Украины» от 8 декабря 2004 года № 2222-IV — дело о соблюдении процедуры внесения изменений в Конституцию Украины. Своими убедительными аргументами доказал обоснованность требований субъектов представления.
У VIII созыве был избран Председателем подкомитета по вопросам гражданского и административного законодательства Комитета Верховной рады Украины по вопросам правовой политики и правосудия, заместителем главы постоянной делегации Украины в ПАСЕ.
25 декабря 2018 года включён в санкционный список России.
17 сентября 2019 года Шпенов взял на поруки политиков Александра Вилкула и Дмитрия Колесникова, арестованных по обвинениям в незаконной деятельности на должностях председателя Днепропетровской ОГА и главы Агентства госимущества Украины соответственно.
4 декабря 2023 года Шпенов подал заявление о сложении депутатских полномочий народного депутата. 8 декабря лишён депутатского мандата.

## Награды
- 2010 — Заслуженный юрист Украины. Указом Президента Украины от 07.10.2010 года присвоено почётное звание «Заслуженный юрист Украины» за значительный вклад в реализацию государственной политики, укрепление законности и правопорядка, высокий профессионализм в защите конституционных прав и свобод граждан[11].
- 2011 — Почётный гражданин Криворожского района[12];